# Суки, Фернандо
Ферна́ндо Рубе́н Су́ки (исп. Fernando Rubén Zuqui; родился 25 ноября 1991 года, Лухан-де-Куйо, Мендоса, Аргентина) — аргентинский футболист, полузащитник клуба «Эстудиантес».

## Биография
Суки — воспитанник клуба «Годой-Крус». 20 октября 2012 года в матче против «Сан-Лоренсо» он дебютировал в аргентинской Примере. 7 октября 2014 года в поединке против «Индепендьенте» Суки забил свой первый гол за «Годой-Крус». Летом 2016 года Фернандо перешёл в «Бока Хуниорс». Сумма трансфера составила 2,6 млн евро. 8 июля в матче Кубка Либертадорес против эквадорского «Индепендьенте дель Валье» он дебютировал за новый клуб. В 2017 году Суки помог клубу выиграть чемпионат. После этого покинул «Боку» и стал игроком «Эстудиантеса». 29 августа в матче против «Арсенала» из Саранди он дебютировал за новый клуб. 4 февраля 2018 года в поединке против «Ньюэллс Олд Бойз» Фернандо забил свой первый гол за «Эстудиантес».

## Достижения
Командные
 «Бока Хуниорс»
- Чемпионат Аргентины по футболу — 2016/17